# ぼくのとなりにいてくれませんか?
『ぼくのとなりにいてくれませんか?』は、C&Kの3枚目のシングル。発売元はユニバーサルミュージック。

## 解説
- 前作『上京がむしゃら物語』から約4か月振りのシングル。
- PVには、インパルスの堤下敦が出演している。
- 初回盤には、C&Kマフラータオルを付属。
- 「ぼくのとなりにいてくれませんか?」は、着うた・着うたフルなどの音楽配信で累計10万ダウンロードを突破した[2]。
- 2012年3月27日には、「ぼくのとなりにいてくれませんか？」のピアノバージョンが配信シングルとして1週間限定で配信された。

## 収録曲

### 通常盤
1. ぼくのとなりにいてくれませんか?(動画)
テレビ朝日系「Future Tracks→R」7月度エンディングテーマ
2. 両腕が翼ならば
3. 抱きしめたい
4. ぼくのとなりにいてくれませんか? (Instrumental)

### 限定盤
1. ぼくのとなりにいてくれませんか?
2. ぼくのお嫁になってくれませんか?
3. 抱きしめたい
4. ぼくのとなりにいてくれませんか? (Instrumental)

### ぼくのとなりにいてくれませんか? (Piano version)
1. ぼくのとなりにいてくれませんか? (Piano version)